# Knaft-Jonke
Knaft-Jonke (egentligen Jonas Teodor Jonsson), född 1858, död 1904, var en storspelman från Knaften i Lycksele kommun. 
Knaft-Jonke livnärde sig som skomakare men gjorde låtar och vandrade omkring med fiolen i Södra Lappland och Västerbotten. Han spelade egna och andras låtar på danser och bröllop, men även för flottarna längs Umeälven. En spelman under den tiden kännetecknades som ”en man av stor betydelse men låg status” och Knaft-Jonke kan ha rönt samma omdöme. Han slutade sina dagar med rep från en stege i Hällnäs.[källa behövs]
Några av hans låtar finns bevarade i olika notsamlingar med spelmansmusik från Västerbottens län. Nutida spelmän tar gärna upp hans låtar till exempel Knaft-Jonkes schottis, Lyckseleschottis, Fyllsjukvalsen, Slängpolska.